# Gøran van den Burgt
Gøran van den Burgt (Oslo, 1º gennaio 1990) è un ex calciatore norvegese, di ruolo centrocampista.

## Biografia
Suo padre è olandese.

## Carriera

### Club
La carriera professionistica di van den Burgt iniziò nel Bærum e si trasferì poi nel Lyn Oslo. Con questa squadra, debuttò nella Tippeligaen il 22 marzo 2009, nel pareggio per uno a uno in casa dello Start: subentrò a Erling Knudtzon nel corso del secondo tempo. Il 4 ottobre dello stesso anno segnò la prima rete nella massima divisione norvegese, nella sconfitta per due a uno in casa del Lillestrøm. Al termine della stagione, però, il Lyn Oslo retrocesse in Adeccoligaen e, nel corso del 2010, dichiarò bancarotta: i suoi incontri stagionali furono annullati e van den Burgt si ritrovò senza contratto.
Il 16 agosto 2010, così, firmò a parametro zero per lo Strømmen. Debuttò per la nuova squadra il 22 agosto, giocando da titolare nel successo per due a zero sul Sandnes Ulf. Il 19 settembre dello stesso anno, segnò la prima rete per lo Strømmen: fu lui infatti a fissare il punteggio sul definitivo tre a zero, nel successo in casa del Sarpsborg 08. Il 17 gennaio 2013, firmò per il Lyn.
In vista del campionato 2015, firmò per il Ready, formazione militante nella 3. divisjon.